# Schizobopyrina miyakei
Schizobopyrina miyakei är en kräftdjursart som först beskrevs av Sueo M. Shiino 1942.  Schizobopyrina miyakei ingår i släktet Schizobopyrina och familjen Bopyridae. Inga underarter finns listade i Catalogue of Life.